# Adolf Karl Sigismund Berghe von Trips
Freiherr Adolf Karl Sigismund Berghe von Trips († 16. Oktober 1773 in Heppenheim) war General der Kavallerie und Chef eines Dragonerregiments in Diensten der Generalstaaten der vereinigten Niederlande.

## Leben
Er entstammte dem alten, im Herzogtum Jülich blühenden adeligen Geschlecht Berghe von Trips und war bei der Ritterschaft dieses Herzogtums wegen der Burg Bubenheim 1725 aufgeschworen. In seiner Jugend trat er zunächst in kurkölnische, dann in kaiserliche Kriegsdienste. Dort wurde er am 23. Januar 1739 Oberst des Husarenregiments „Spleni“, im Juni 1742 Generalfeldwachtmeister und im Juli 1743 Chef des Husarenregiments „Pestwarmagäi“. Am 20. April 1744 folgte die Ernennung zum Wirklichen Kämmerer. Er konnte sich während des Österreichischen Erbfolgekrieges mehrfach auszeichnen. Bereits 1743 konnte er einen Ausfall der Franzosen vor Prag zurückschlagen. 1744 kam er zum Reserve-Corps unter Feldmarschall-Lieutenant Nadasdy und wurde mit seiner Einheit nach St. Blasien verlegt. In Feldzug von 1745 zeichnete er sich im Gefecht bei Nordheim am 19. Juli 1745 aus und besetzte anschließend die Stadt. Danach verfolgte er die Bayern noch über Burghausen und Pfaffenhofen. Für seine Tapferkeit erhielt er von Maria Theresia ein mit Diamanten eingefasstes Bildnis und die Beförderung zum Feldmarschall-Leutnant. 1746 verteidigte er noch den Posten bei Asche.  
Im Jahr 1748 trat er in die Dienste der Generalstaaten der vereinigten Niederlande, am 28. Januar 1748 wurde er wirklicher General der Kavallerie und erhielt im Februar 1748 das erledigte Dragonerregiment „von Matha“.
Sein österreichisches Regiment wurde bereits 1748 aufgelöst.
Danach lebte er mit einer guten Pension in Heppenheim und starb dort im hohen Alter. Sein Dragonerregiment trat er an den Oberst Grafen von Bylandt ab. 1757 verkaufte er sein mütterliches Erbteil Bubenheim an den Jülicher Bürger und Rotgerber Zantis.
Neben Menzel und Trenck erscheint Trips als der dritte und bedeutendste Husarenkommandeur der kaiserlichen Armee in der ersten Hälfte des achtzehnten Jahrhunderts.

## Familie
Am 3. Mai 1738 heiratete er Maria Anna Antonie von Auersperg (* 7. Februar 1719; † 1767). Das Paar hatte eine Tochter namens Philippine. Ein weiteres Kind wurde am 1. Juni 1741 in Mór, Ungarn getauft.